# Lozova
Lozova (ukrainsk: Лозова́) eller Lozovaya (russisk: Лозова́я) er en by i Kharkiv oblast (provins) i det østlige Ukraine. Den fungerer som administrationscenter i Lozova rajon (distrikt). Lozova er vært for administrationen af Lozova urban hromada (kommune).

## Geografi
Losowa ligger i en højde af 189 moh. på bredden af Brytaj (Бритай), en 84 km lang biflod til Bereka, ca. 120 km syd for oblastcentret Kharkiv.
Hovedvejene T-21-07 og T-21-13 går  gennem byen.
Byen er opdelt i to hoveddele, den ene hedder Gorod og den anden hedder Raion.

## Historie
Byen, der blev grundlagt i 1639, fik byrettigheder i 1869. Allerede i 1869 blev der åbnet en jernbanestation på Sevastopol-Charkiv-jernbanelinjen, og senere blev flere linjer åbnet, hvilket gjorde byen til et vigtigt jernbaneknudepunkt .
Den 27. oktober 2008 skete der en eksplosion i et militærdepot, men der var ingen tilskadekomne eller dødsfald.